# 小睾带睾吸虫
小睾带睾吸虫（学名：Zonorchis microrchis）为双腔科带睾属的动物。分布于巴西以及中国大陆的云南等地，营寄生生活，宿主为董鸡、灰头椋鸟、黑领椋鸟、Laterallus melanophaius、輸暠羊等以及寄生于肝脏胆管。